# Dacrydium viviparum
Dacrydium viviparum is een tweekleppigensoort uit de familie van de Mytilidae. De wetenschappelijke naam van de soort is voor het eerst geldig gepubliceerd in 1983 door Ockelmann.